# POWER of ART PROJECT
POWER OF ART PROJECT（パワーオブアートプロジェクト）は、特定非営利活動法人国際薬物対策センターの「POWER OF ART PROJECT」実行委員会が主催する音楽イベントである。略称として P.O.A.P または POAP と表記されることもある。

## イベントの概要
このイベントの目的は、キックオフ（第1回目）から3回目までのテーマは、薬物乱用防止を訴えるライブイベントであったが、4回目からは、さらに分かりやすい形として「勇気を出せば…人生が変わる!!」をコンセプトに、音楽を通して青少年に夢と希望、そして勇気が持てる環境づくりを推進する健全育成プロジェクトとして開催している。5回目のライブイベント開催前に東日本大震災がおこり、5回目以降のイベントは震災復興ライブと位置づけてライブイベントを開催している。
POWER OF ART PROJECT 主旨
夢や希望が見えない人へ。
厳しい現実と闘っている人へ。
芸術に本来そなわっているチカラを通し
勇気と希望を湧き立たせるプロジェクト

## これまでに行われたイベント
- POWER OF ART PROJECT KICK OFF LIVE 〜stay clean, be happy〜
開催日：2008年6月26日
会場：Shibuya O-EAST
出演者：MARIA、長瀬実夕、HIGH and MIGHTY COLOR、タイナカサチ
- POWER OF ART PROJECT Vol.2 by the MUSIC "JUST SAY NO!" 〜Stay clean, be happy〜
開催日：2008年11月30日
会場：赤坂BLITZ
出演者：半澤悠、MARIA、長瀬実夕、西村朝香
- POWER OF ART PROJECT Student-Fes 2009 Autumn
開催日：2009年9月20日
会場：日本教育会館一ツ橋ホール
出演者:武田双雲、椿姫彩菜、時東ぁみ
※高校生を対象とした音楽＆メッセージコンテスト
- POWER OF ART PROJECT 3rd LIVE「by the MUSIC "JUST SAY NO!"」-stay clean, be happy-
開催日：2009年10月25日
会場：Shibuya O-EAST
出演者：MARIA、長瀬実夕、鈴希ゆき（元YeLLOW Generation）、moto Z（長瀬実夕、半澤悠）
- POWER OF ART PROJECT 4th LIVE 2010 〜勇気があれば…人生が変わる!〜
開催日：2010年10月21日
会場：SHIBUYA-AX
出演者：河村隆一、氣志團、宇都美慶子、OKAMOTO'S、RUMI、星本エリー、長瀬実夕、SUPER☆GiRLS、熊木杏里
- POWER OF ART PROJECT 5th LIVE 2011 人と人との繋がりが…心を変える 〜絆 きずな〜
開催日：2011年10月20日
会場：原宿ASTRO HALL
出演者：寺田恵子、宇都美慶子、藤タカシ（M-BAND）、RUMI、星本エリー、上新功祐、ヒロシゲシンスケ、黒田真由美 and more..
- POWER OF ART PROJECT 6th LIVE 2012 人と人との繋がりが…心を変える 〜絆 きずな〜
開催日：2012年5月29日
会場：LIVE STAGE GUILTY
出演者：永田英二、ききまたく、Pearl、柴田ヒロキ、Yuuna
- POWER OF ART PROJECT 7th LIVE 2012
開催日:2012年12月3日
会場：SHIBUYA THE GAME
出演者：高樹澪、永田英二 with 近田春夫、DOUBLE TROBLE、Rojak、ききまたく、続城健太郎、星本エリー、森田理子、INOA
- POWER OF ART PROJECT 8th LIVE 2013
開催日：2013年5月29日
会場：LIVE STAGE GUILTY
出演者：永田英二、鈴木トオル（ex.LOOK）、ヒロシゲシンスケ、寿山かおり
- POWER OF ART PROJECT 9th LIVE 2014
開催日：2014年5月29日
会場：LIVE STAGE GUILTY
出演者：永田英二、木邑のりよwith Kings、クムヨン、Barbara、ヨンタク

## その他
- 主催・企画・制作:「POWER OF ART PROJECT」実行委員会
- 制作協力：オフィス・タッチ、CB-Agent
- 協力：ソニー・ミュージックアソシエイトレコーズ・ユニバーサルミュージック・エイベックス・エンタテインメント・テイチクエンタテインメント